# علوم تربیتی فمینیستی
علوم تربیتی فمینیستی (انگلیسی: Feminist pedagogy) یک چارچوب آموزشی مبتنی بر نظریه فمینیستی است، و مجموعه‌ای از نظریه‌های معرفت‌شناختی، راهبردهای تدریس، رویکردهای محتوایی، تمرینات کلاسی، و روابط معلم و دانش‌آموز را در بر می‌گیرد. علوم تربیتی (پرورشی) فمینیستی، همراه با انواع دیگر علوم پرورشی انتقادی و مترقی، دانش را برساخته اجتماعی می‌داند.
هدف علوم تربیتی فمینیستی ایجاد یا حذف استانداردهایی در کلاس درس به روش‌هایی است که دانش‌آموزان و یادگیری آن‌ها را آزاد کند. برای مثال، کلاس درس آزاد و بدون هیچ‌گونه شکافت دوتایی جنسیتی. علوم تربیتی فمینیستی به‌طور طبیعی روش جدیدی برای آموزش ایجاد می‌کند، که در آن مهارت‌ها و دانش فقط به کلاس درس محدود نمی‌شود، بلکه به کل جامعه تسری می‌یابد. کلاس‌هایی که از آموزش فمینیستی استفاده می‌کنند، از تجربیات مختلف و متنوع موجود در فضا به‌عنوان فرصت‌هایی برای پرورش یادگیری استفاده می‌کنند؛ تجارب زندگی به‌عنوان درس، تجزیه دانش، و نگاه کردن به جنسیت، نژاد و طبقه به عنوان یک درس.